# Maianthemum dahuricum
Maianthemum dahuricum är en sparrisväxtart som först beskrevs av Porphir Kiril Nicolai Stepanowitsch Turczaninow, Fisch. och Carl Anton von Meyer, och fick sitt nu gällande namn av Lafrankie. Maianthemum dahuricum ingår i släktet ekorrbärssläktet, och familjen sparrisväxter. Inga underarter finns listade i Catalogue of Life.